# 71 (عدد)
71 (واحد وسبعون) هو عدد طبيعي يلي العدد 70 ويسبق العدد 72.